# Bahnstrecke Puerto Salaverry–Ascope
| Empfangsgebäude des Bahnhofs von Trujillo |                           |                                      |                                      |
| Streckenlänge: | 63 km                     |                                      |                                      |
| Spurweite: | 914 mm (engl. 3-Fuß-Spur) |                                      |                                      |
| |                           |                                      |                                      |
| \| \| 14 \| Puerto Salaverry \| Puerto Salaverry \| \| \| 13 \| Salaverry \| Salaverry \| \| \| 3 \| Las Delicias Playa \| Las Delicias Playa \| \| \| 2 \| Las Delicias \| Las Delicias \| \| \| \| \| \| \| \| 0 6 \| Moche \| Moche \| \| \| \| Río Moche \| \| \| \| 3 \| Larrea Hacienda \| Larrea Hacienda \| \| \| 32 \| Santiago de Cao \| Santiago de Cao \| \| \| 31 \| Tres Palos \| Tres Palos \| \| \| 18 \| Huanchaco \| Huanchaco \| \| \| 6 \| Buenos Aires \| Buenos Aires \| \| \| 3 \| Huamán \| Huamán \| \| \| \| \| \| \| \| 0 \| Trujillo \| Trujillo \| \| \| \| \| \| \| \| 9 \| Hacienda Loredo \| Hacienda Loredo \| \| \| 26 \| Menuccucho[Anm. 1] \| Menuccucho[Anm. 1] \| \| \| 11 \| Prieto \| Prieto \| \| \| 20 \| Cumbr \| Cumbr \| \| \| 27 \| Chicama \| Chicama \| \| \| \| Bahnstrecke Chicama–Punta Moreno \| \| \| \| \| Hacienda Chicamita \| \| \| \| \| \| \| \| \| \| Malabrigo \| \| \| \| \| Nazareno \| \| \| \| \| El Povenir Hacienda \| \| \| \| 39 \| Hacienda Cartavio \| Hacienda Cartavio \| \| \| 33 \| Simbrón \| Simbrón \| \| \| \| Hacienda Chiquitoy \| \| \| \| \| \| \| \| \| 30 \| Chiclín \| Chiclín \| \| \| \| zur Bahnstrecke Chicama–Punta Moreno \| \| \| \| \| Río Chicama \| \| \| \| 37 \| Chocope \| Chocope \| \| \| 45 \| Constancia \| Constancia \| \| \| \| zur Hacienda Roma \| \| \| \| \| Puerto Chicama[Anm. 2] \| \| \| \| \| \| \| \| \| 50 \| Casa Grande \| Casa Grande \| \| \| \| zur Hacienda Roma \| \| \| \| 56 \| Empalme San José \| Empalme San José \| \| \| \| \| \| \| \| 58 \| San José \| San José \| \| \| 61 \| Empalme Potrero \| Empalme Potrero \| \| \| \| von der Hacienda Roma \| \| \| \| 63 \| Ascope \| Ascope \| \| \| \| \| \| \| Quellen: a)[1]:22; b)[2] \| \| \| \| |                           |                                      |                                      |
| Betriebs-/Güterbahnhof Streckenanfang (Strecke außer Betrieb) | 14                        | Puerto Salaverry                     | Puerto Salaverry                     |
| Bahnhof (Strecke außer Betrieb) | 13                        | Salaverry                            | Salaverry                            |
| Kopfbahnhof Streckenanfang (Strecke außer Betrieb) · Strecke (außer Betrieb) | 3                         | Las Delicias Playa                   | Las Delicias Playa                   |
| Bahnhof (Strecke außer Betrieb) · Strecke (außer Betrieb) | 2                         | Las Delicias                         | Las Delicias                         |
| Strecke nach links (außer Betrieb) · Abzweig geradeaus und von rechts (Strecke außer Betrieb) |                           |                                      |                                      |
| Bahnhof (Strecke außer Betrieb) | 0 6                       | Moche                                | Moche                                |
| Brücke über Wasserlauf (Strecke außer Betrieb) |                           | Río Moche                            | Río Moche                            |
| Bahnhof (Strecke außer Betrieb) | 3                         | Larrea Hacienda                      | Larrea Hacienda                      |
| Strecke (außer Betrieb) · Kopfbahnhof Streckenanfang (Strecke außer Betrieb) | 32                        | Santiago de Cao                      | Santiago de Cao                      |
| Strecke (außer Betrieb) · Bahnhof (Strecke außer Betrieb) | 31                        | Tres Palos                           | Tres Palos                           |
| Strecke (außer Betrieb) · Bahnhof (Strecke außer Betrieb) | 18                        | Huanchaco                            | Huanchaco                            |
| Strecke (außer Betrieb) · Bahnhof (Strecke außer Betrieb) | 6                         | Buenos Aires                         | Buenos Aires                         |
| Strecke (außer Betrieb) · Bahnhof (Strecke außer Betrieb) | 3                         | Huamán                               | Huamán                               |
| Abzweig geradeaus und von links (Strecke außer Betrieb) · Strecke nach rechts (außer Betrieb) |                           |                                      |                                      |
| Bahnhof (Strecke außer Betrieb) | 0                         | Trujillo                             | Trujillo                             |
| Strecke von links (außer Betrieb) · Abzweig geradeaus und nach rechts (Strecke außer Betrieb) |                           |                                      |                                      |
| Bahnhof (Strecke außer Betrieb) · Strecke (außer Betrieb) | 9                         | Hacienda Loredo                      | Hacienda Loredo                      |
| Kopfbahnhof Streckenende (Strecke außer Betrieb) · Strecke (außer Betrieb) | 26                        | Menuccucho                           | Menuccucho                           |
| Bahnhof (Strecke außer Betrieb) | 11                        | Prieto                               | Prieto                               |
| Bahnhof (Strecke außer Betrieb) | 20                        | Cumbr                                | Cumbr                                |
| Bahnhof (Strecke außer Betrieb) | 27                        | Chicama                              | Chicama                              |
| Abzweig geradeaus und nach rechts (Strecke außer Betrieb) |                           | Bahnstrecke Chicama–Punta Moreno     | Bahnstrecke Chicama–Punta Moreno     |
| Strecke (außer Betrieb) · Kopfbahnhof Streckenanfang (Strecke außer Betrieb) |                           | Hacienda Chicamita                   | Hacienda Chicamita                   |
| Abzweig geradeaus und von links (Strecke außer Betrieb) · Strecke nach rechts (außer Betrieb) |                           |                                      |                                      |
| Strecke (außer Betrieb) · Kopfbahnhof Streckenanfang (Strecke außer Betrieb) |                           | Malabrigo                            | Malabrigo                            |
| Strecke (außer Betrieb) · Bahnhof (Strecke außer Betrieb) |                           | Nazareno                             | Nazareno                             |
| Strecke (außer Betrieb) · Bahnhof (Strecke außer Betrieb) |                           | El Povenir Hacienda                  | El Povenir Hacienda                  |
| Strecke (außer Betrieb) · Bahnhof (Strecke außer Betrieb) | 39                        | Hacienda Cartavio                    | Hacienda Cartavio                    |
| Strecke (außer Betrieb) · Bahnhof (Strecke außer Betrieb) | 33                        | Simbrón                              | Simbrón                              |
| Strecke (außer Betrieb) · Kopfbahnhof Streckenanfang (Strecke außer Betrieb) · Strecke (außer Betrieb) |                           | Hacienda Chiquitoy                   | Hacienda Chiquitoy                   |
| Abzweig geradeaus und von links (Strecke außer Betrieb) · Abzweig quer und nach rechts (Strecke außer Betrieb) · Strecke nach rechts (außer Betrieb) |                           |                                      |                                      |
| Bahnhof (Strecke außer Betrieb) | 30                        | Chiclín                              | Chiclín                              |
| Abzweig geradeaus und nach rechts (Strecke außer Betrieb) |                           | zur Bahnstrecke Chicama–Punta Moreno | zur Bahnstrecke Chicama–Punta Moreno |
| Brücke über Wasserlauf (Strecke außer Betrieb) |                           | Río Chicama                          | Río Chicama                          |
| Bahnhof (Strecke außer Betrieb) | 37                        | Chocope                              | Chocope                              |
| Bahnhof (Strecke außer Betrieb) | 45                        | Constancia                           | Constancia                           |
| Abzweig geradeaus und nach rechts (Strecke außer Betrieb) |                           | zur Hacienda Roma                    | zur Hacienda Roma                    |
| Strecke (außer Betrieb) · Kopfbahnhof Streckenanfang (Strecke außer Betrieb) |                           | Puerto Chicama                       | Puerto Chicama                       |
| Abzweig geradeaus und von links (Strecke außer Betrieb) · Strecke nach rechts (außer Betrieb) |                           |                                      |                                      |
| Bahnhof (Strecke außer Betrieb) | 50                        | Casa Grande                          | Casa Grande                          |
| Abzweig geradeaus und nach rechts (Strecke außer Betrieb) |                           | zur Hacienda Roma                    | zur Hacienda Roma                    |
| Bahnhof (Strecke außer Betrieb) | 56                        | Empalme San José                     | Empalme San José                     |
| Abzweig geradeaus und nach links (Strecke außer Betrieb) · Strecke von rechts (außer Betrieb) |                           |                                      |                                      |
| Strecke (außer Betrieb) · Kopfbahnhof Streckenende (Strecke außer Betrieb) | 58                        | San José                             | San José                             |
| Bahnhof (Strecke außer Betrieb) | 61                        | Empalme Potrero                      | Empalme Potrero                      |
| Abzweig geradeaus und von rechts (Strecke außer Betrieb) |                           | von der Hacienda Roma                | von der Hacienda Roma                |
| Kopfbahnhof Streckenende (Strecke außer Betrieb) | 63                        | Ascope                               | Ascope                               |
| |                           |                                      |                                      |
| Quellen: a):22; b) |                           |                                      |                                      |

Die Bahnstrecke Puerto Salaverry–Ascope war eine eingleisige, schmalspurige Bahnstrecke im nördlichen Peru.

## Geografie
Die Bahnstrecke war zugleich die zentrale Achse eines Eisenbahnnetzes im Umfeld der Stadt Trujillo und des Tales des Río Chicama. Das Netz verband diese im Hinterland gelegenen Wirtschaftszentren mit den Häfen Puerto Chicama (heute: Malabrigo), Huanchaco und Puerto Salaverry an der Pazifikküste.:44

## Geschichte
Ab 1869 gab es private Projekte für Eisenbahnen in der Region, die aber zunächst scheiterten. Daraufhin beschloss der Staat 1872, den Bahnbau selbst durchzuführen. Damit kam erstmals die dann auch umgesetzte Streckenführung zwischen Puerto Salaverry und Ascope auf.:44 Der Bau schritt aber nur langsam voran und es dauerte bis 1876, bis der Abschnitt zwischen Chocope und Ascope eröffnet werden konnte. Der Salpeterkrieg (1879–1884) brachte nicht nur die Bauarbeiten zum Stehen, sondern die chilenischen Invasoren zerstörten auch Teile der Eisenbahninfrastruktur und Fahrzeuge. Die Bahnstrecke gehörte zu den Strecken, die 1890 als Ausgleich für im Staatsbankrott Perus nach dem verlorenen Krieg wertlos gewordene Staatsanleihen an die Peruvian Corporation übergeben wurden. Diese betrieb fortan die Bahn durch eine Tochtergesellschaft. Der Betrieb wurde 1967 eingestellt.:45 Ausgehend von der Strecke wurden durch angrenzende landwirtschaftliche Großbetriebe in den folgenden Jahren eine Reihe von Feldbahnen in der gleichen Spurweite errichtet, die ein weites Netz bildeten.

## Betrieb
Lokomotiven und Wagen der mit der in die Strecke Puerto Salaverry–Ascope mündenden Bahnen der Haziendas verkehrten freizügig über die Strecke, wie umgekehrt auch deren Fahrzeuge die Netze der anderen Betreiber nutzten.:49
Zum Ende des Personenverkehrs besaß die Bahn mindestens zwei Dieseltriebwagen.:49

## Anschließende Feldbahnnetze
Bahnstrecke Huanchaco–Tres Palos
Aufgrund einer Konzession von 1897 wurde dieser Streckenabschnitt 1906 eröffnet. Der Verkehr wurde noch vor 1925 aufgegeben.:53 
Bahnstrecke Trujillo–Menocucho
Die Peruvian Corporation errichtete 1905 den Abschnitt Trujillo–Hacienda Laredo, um die bereits bestehende Strecke Hacienda Laredo–Menocucho an ihre Hauptstrecke anzuschließen. Die Strecke Hacienda Laredo–Menocucho war bis dahin aber auch schon über das Feldbahnsystem der Hacienda Laredo an die Zuckerfabrik in Trujillo angebunden. Die Betriebsführung der gesamten Strecke bis Menocucho lag in der Folge bei der Peruvian Corporation.:53
Bahnstrecke Chiclín–Cartavio
Diese Strecke band seit 1906 die Zuckerfabrik in Chiclín an die Hauptstrecke an und wurde von deren Inhabern errichtet. Zu dem Betrieb gehörten sieben Dampflokomotiven und 200 Flachwagen für den Transport von Zuckerrohr. Der Betrieb wurde 1965 oder kurz danach eingestellt.:53